# Ален Стеванович
Ален Стеванович (на сръбски: Ален Стевановић) е сръбски футболист, който играе на поста ляво крило за ИМТ Белград.

## Кариера
На 3 февруари 2021 г. Стеванович е обявен за ново попълнение на софийския Царско село. Дебютира на 15 март при загубата с 1:0 като гост на Черно море.

## Успехи
Партизан (Белград)
- Сръбска суперлига (1): 2016/17
- Купа на Сърбия (2): 2016, 2017

 Интер
- Серия А (1): 2009/10
- Копа Италия (1): 2010
- Шампионска лига (1): 2010

 Палермо
- Серия Б (1): 2013/14

 Торонто
- Купа на Канада (1): 2011

 Шонан Белмаре
- Купа на Лигата на Япония (1): 2018